# Павле Калуђерчић
Павле Калуђерчић (Сарајево 1935), био је професор на Електротехничком факултету у Источном Сарајеву, а обављао је дужност декана на Машинском факултету у Сарајеву. Добитник је награда: Плакета "Infotech", Велика Плакета-Електротехнички факултет Источно Сарајево, Награда "Др Богдан Зимоњић" из области интерне медицине и Златна Плакета "Борис Кидрич" за допринос ширењу техничке културе.

## Биографија
Павле Калуђерчић је рођен у Сарајеву 1935. године гдје је завршио основну школу и гимназију. Дипломирао је ЕТФ на Универзитету у Београду (1958), а докторирао техничке науке на Свеучилишту у Загребу (1972). 
Током каријере био је активно присутан у академским и професионалним круговима. Радио је на домаћим и иностраним универзитетима као ванредни и редовни професор, а обављао је и дужност декана на Машинском факултету у Сарајеву у једном мандату, а радио је у индустријским истраживачко-развојним центрима у земљи (IRCA "Енергоинвест" Сарајево) и у иностранству Landis&Gir- Зуг. Швајцарска). Од 1973 редовни је професор на Машинском факултету Универзитета у Сарајаву. За вријеме посљедњег рата у Босни- једно вријеме ради на Техничком факултету Универзитета "Вељко Влаховић" у Подгорици. Академску каријеру завршио је 2005. године у Сарајеву, након повратка из избјеглиштва, као професор Електротехничког факултета у Источном Сарајеву. Своје радове, њих стотињак научних је објавио већим дијелом у иностранству, а имао је неколико у свијету признатих патената које је излагао на конференцијама, те десетак објављених универзитетских уџбеника и скрипата. Неколико пута је позван да одржи и пленарна предавања. Његов допринос образовању и науци евидентан је у великом броју објављених радова као и дипломаца који су постали познати на универзитетима у земљи и иностранству и компанијама на професионалном раду. 
Професор Калуђерчић је активно сарађивао са партнерима у индустрији. Водио је или учествовао у реализацији неколико пројеката. Предавао је у Сарајеву, Њемачкој, Подгорици, Загребу и Швајцарској. 
Аутор је 56 научних радова објављених у часописима, 11 уџбеника, 3 патента и десетак есеја. Посљедњих година живота је писао, дјелимично и објављивао, мемоарску литературу о породичним коријенима, значајним људима које је познавао, и догађајима којима је свједочио.

## Патенти
- Pavle Kaluđerčić: PID Regler, Hauptpatent Nr. 494422 Schweiz
- Pavle Kaluđerčić: Frequenzweite PI-Regelung Hauptpatent Nr. 1588341 Schweiz
- Pavle Kaluđerčić: Wide frequency controller, US Patent application PA 1601